# NGC 60
NGC 60は、うお座の方角にあるSc型の渦巻銀河である。非常に曲がった渦状腕を持つことで知られる。一般には、近隣の銀河からの重力効果でこのような現象が起きるが、NGC 60の近くにはそれほどの重力を持つ銀河は見られない。1882年11月2日にエドゥアール・ステファンによって発見された。

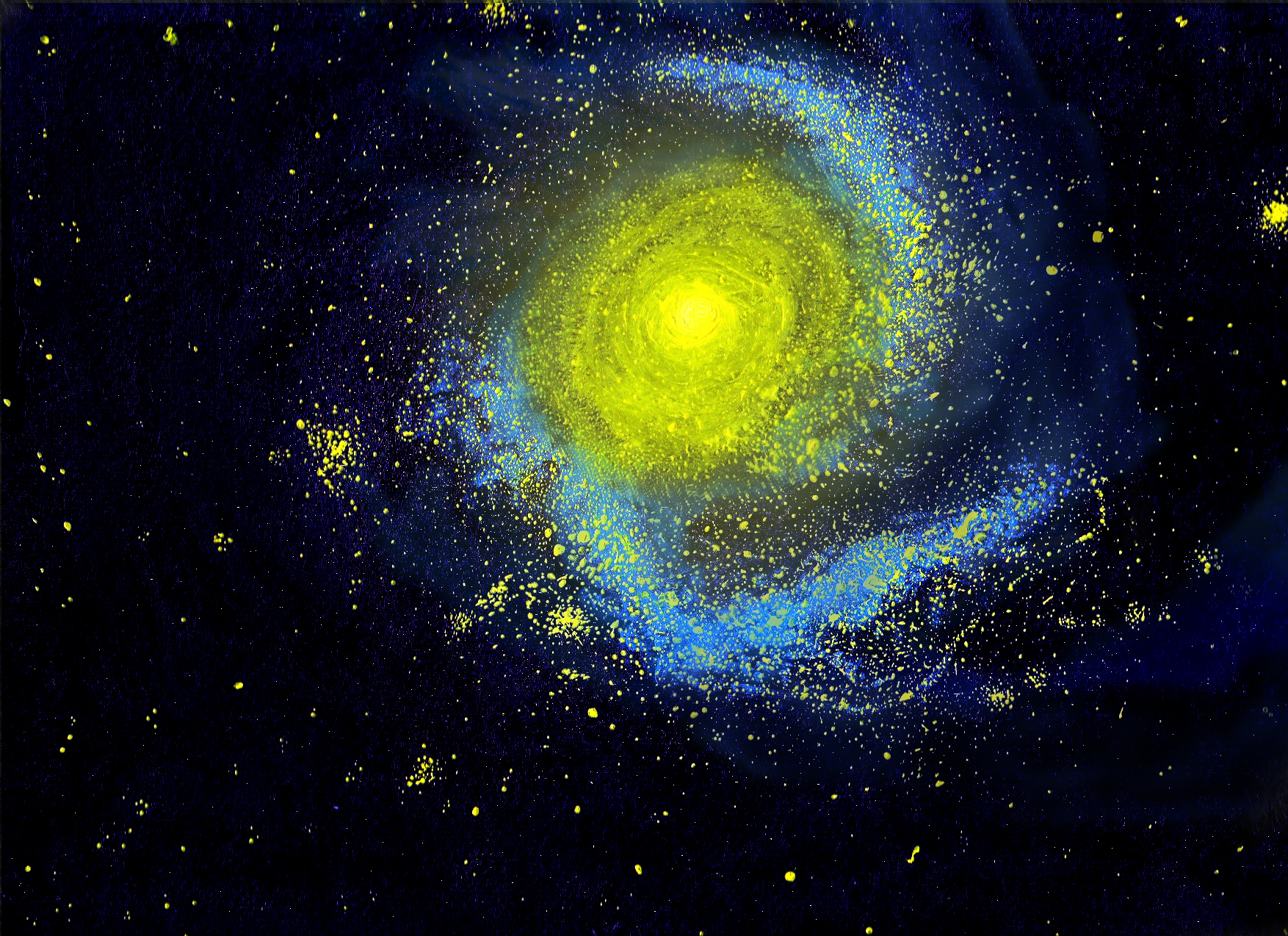
NGC 60の想像図